# 森尼布魯克科勒尼 (蒙大拿州)
森尼布魯克科勒尼（英語：Sunny Brook Colony）是位於美國蒙大拿州舒托縣的普查規定居民點。

## 人口
根據2020年美國人口普查的數據，森尼布魯克科勒尼的面積為0.62平方千米，當中陸地面積為0.61平方千米，而水域面積為0.01平方千米。當地共有人口0人，而人口密度為每平方千米0人。